# Norrköpings östra station

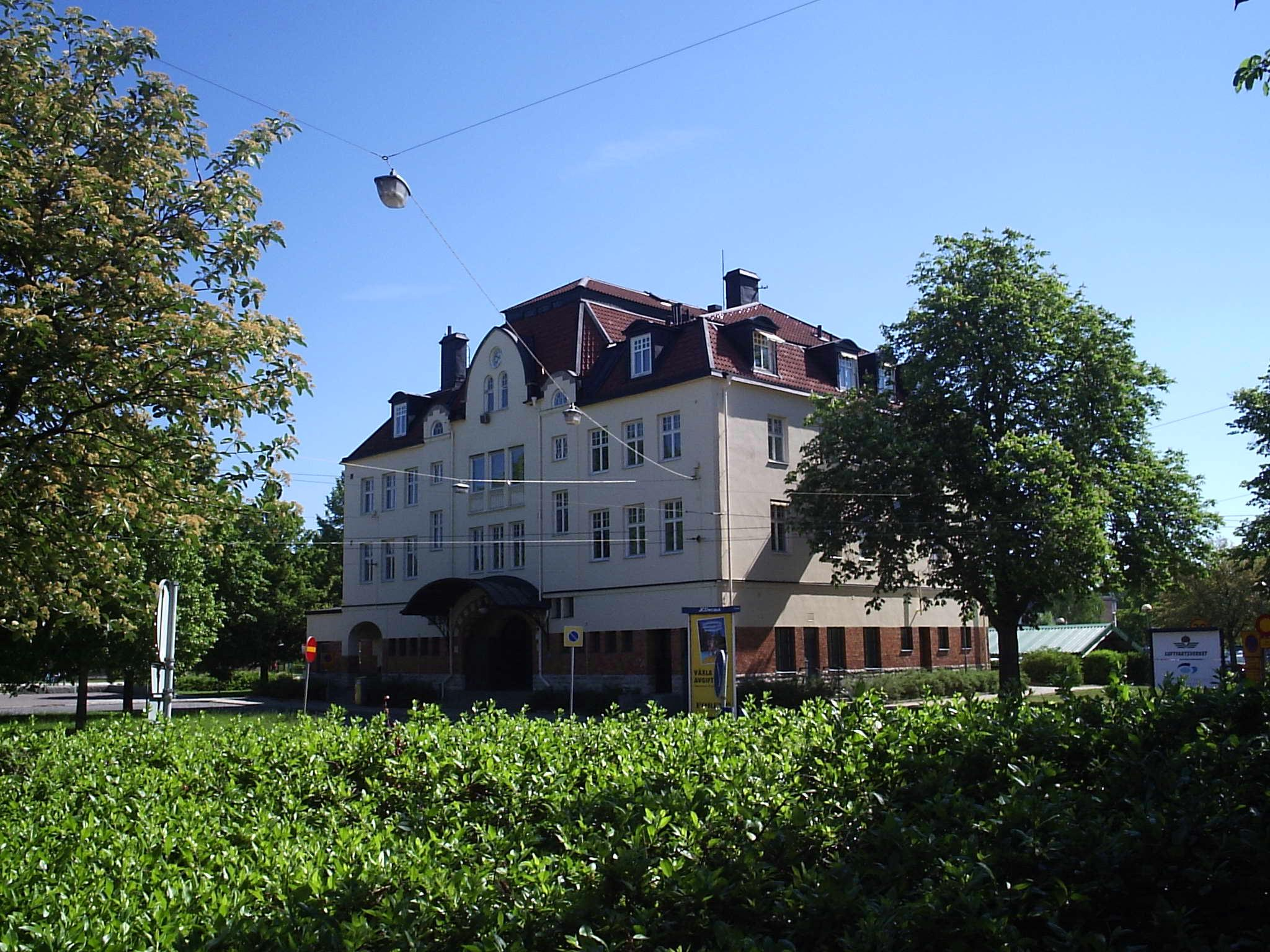
Stationshuset.

Norrköpings östra är en tidigare järnvägsstation i Norrköping som ligger i området Oxelbergen. Vid stationen mötte Kimstad–Norrköpings Järnvägs smalspår (spårvidd 891 millimeter) Norrköpings–Söderköping–Vikbolandets järnväg (även den 891 millimeter). Så småningom slogs dessa bandelar ihop till företaget Norra Östergötlands Järnvägar. 

## Historia
Det första mindre stationshuset uppfördes 1893, den nuvarande byggnaden uppfördes 1910 enligt Werner Northuns ritningar.
Banorna började rivas upp under de första åren av 1960-talet; sista tåget från Norrköpings östra station till Söderköping gick 1966.
Efter att den smalspåriga trafiken lades ner inhyste huset Statens Järnvägars redovisningsavdelning. Sedan tidigt 2000-tal står huset tomt.
På det tidigare stationsområdet ligger idag Erlaskolan och socialkontoret.